# Maytenus aquifolium
A Espinheira-santa é uma espécie arbórea endêmica do Bioma Mata Atlântica no Brasil, ocorrendo nas regiões 
Sudeste (Minas Gerais, Rio de Janeiro e São Paulo) e Sul (Paraná, Santa Catarina e Rio Grande do Sul) . É uma espécie considerada medicinal, usada no tratamento de úlceras e gastrites . O uso indiscriminado da espécie é considerada uma ameaça à sobrevivência da espécie em seu meio natural .